# Cancha del Reformatorio IPL
Estadio del Reformatorio IPL – stadion piłkarski w San Cristóbal, na Dominikanie. Używany głównie do rozgrywania meczów piłkarskich. Swoje mecze rozgrywa na nim drużyna piłkarska San Cristóbal FC. Może pomieścić 1000 widzów.